# Demi-sang (cheval)
Pour les articles homonymes, voir Demi-sang.

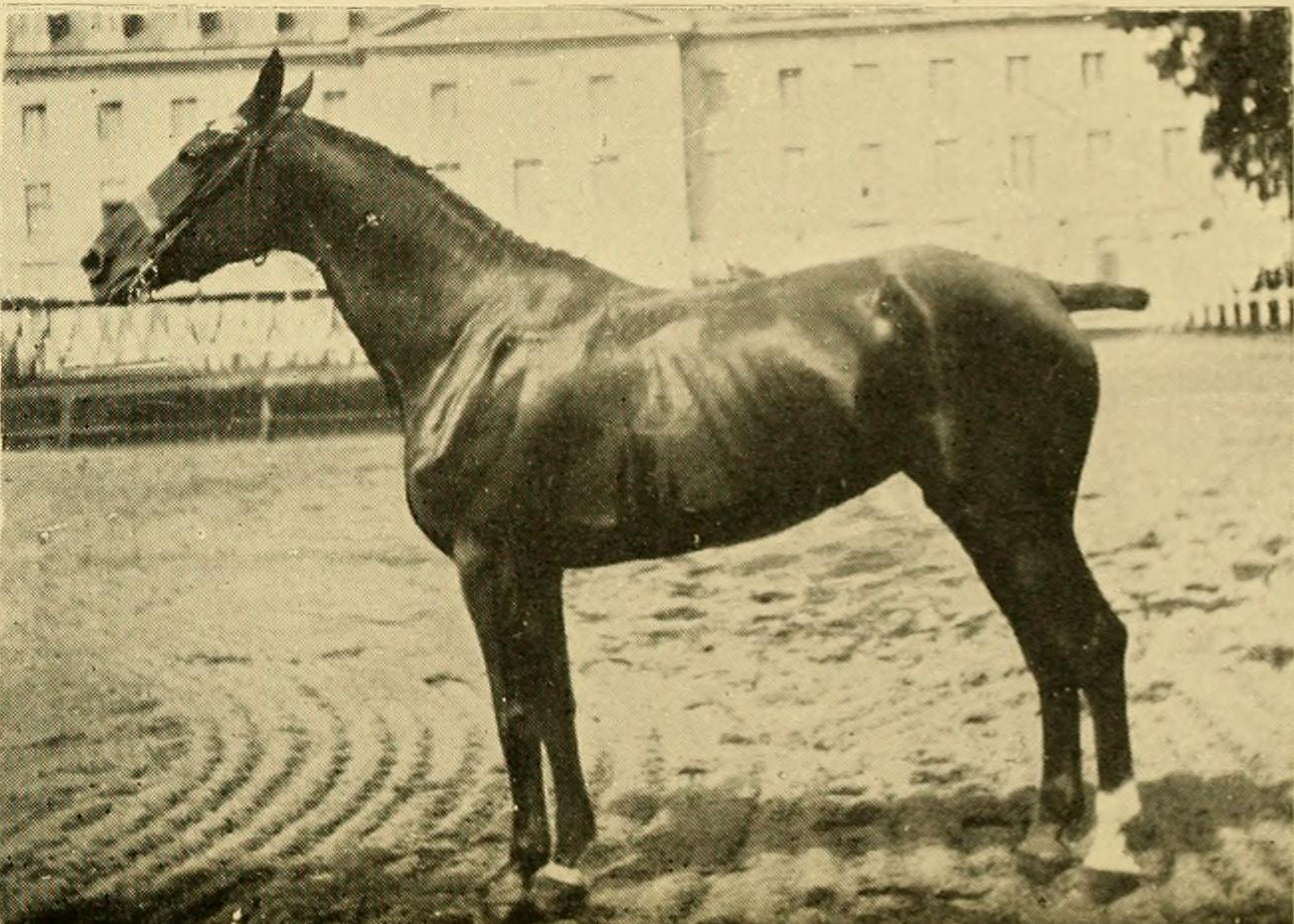
Un Charolais, exemple de demi-sang.

Un demi-sang est, dans le domaine de l'élevage équin, un cheval originellement issu du croisement entre une race dite à sang chaud et une autre race. Du fait des nombreuses possibilités de croisement, il présente une grande variété de modèles, et s'utilise en fonction dans la cavalerie, en attelage, pour la selle, dans l'agriculture ou dans les courses hippiques. 
Le demi-sang est présent dans de nombreux pays d'Europe tels que la France, l'Allemagne, les Pays-Bas et l'Irlande. Il est à l'origine des races de chevaux de sport qui dominent les Jeux olympiques et les Jeux équestres mondiaux dans les disciplines du dressage, du saut d'obstacles et du concours complet. 

## Terminologie et définition
La notion de « demi-sang » en français correspond à celles de « halfbred » ou « Halfblood » en anglais, et à celle de « halbblud » en allemand,. CAB International propose comme autre équivalent la notion de warmblood,.
Tant en France, que dans le monde anglophone, le terme « demi-sang » désigne un cheval né d'un étalon ou d'une jument poulinière Pur-sang avec un étalon ou jument d'une autre race, issue du terroir et jugée « commune », par exemple un cheval de trait. Par extension, le terme désigne le poulain de tout cheval demi-sang croisé avec un autre demi-sang, voire également un croisement d'un demi-sang avec un autre cheval, ce qui fait naître des poulains souvent assez éloignés du sang. 
Ce nom peut aussi désigner, hors de France, un cheval issu du croisement d'une race locale avec un Pur-sang (PS), ou ayant une forte influence PS. Pour cette raison, de nombreux chevaux définis comme Halfblood ont beaucoup plus de 50 % d'origines génétiques PS.

## Morphologie et caractéristiques

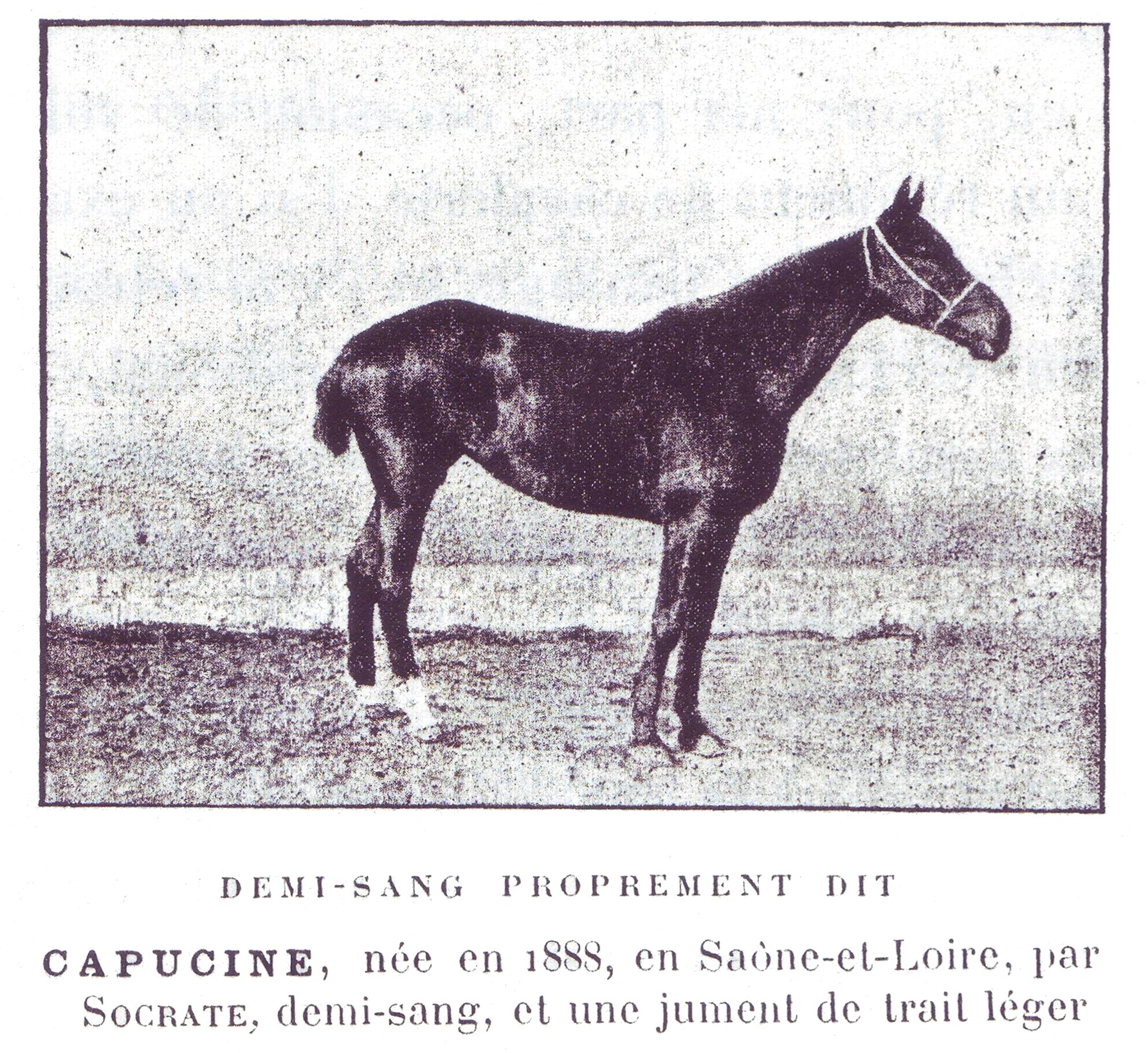
Demi-sang au modèle ; la tête massive est particulièrement visible chez ce sujet.

Le modèle du demi-sang est très variable du fait de la grande hétérogénéité des individus croisés. Le modèle du Pur-sang prédomine chez certains sujets, mais le plus souvent, ce croisement ne laisse que des traces. La tête massive semble être un critère particulièrement dominant.

## Histoire
Ce nom est apparu pour désigner des chevaux européens utilisés pour le transport et la guerre, issus de croisements entre des races locales et des chevaux de races orientales ou Pur-sang.
À la fin du XIXe siècle, le demi-sang est à la mode. Les notables sont en effet séduits par ce cheval « à deux fins » adapté aussi bien à la selle qu'à l'attelage. Avec l'arrivée de la motorisation, les chevaux issus de ce croisement sont réorientés vers l'équitation sportive.
En France, où cette appellation de « demi-sang » est officialisée en 1914,, les principaux haras faisant naître des chevaux demi-sang sont situés à Caen en Normandie, à La Roche-sur-Yon en Vendée, à Cluny pour le Centre, ainsi qu'en Saintonge et dans l'Ain. 
Les demi-sang sont à la base du cheptel mondial de chevaux de selle ou de trait léger.
Les races de chevaux de sport qui dominent les Jeux olympiques et les Jeux équestres mondiaux dans les disciplines du dressage, du saut d'obstacles et du concours complet depuis 1950 sont issues des demi-sangs. Parmi ces races figurent l'Hanovrien, l'Oldenbourg, le Trakehner, le Holsteiner, le Selle suédois et le KWPN hollandais,. Le Selle français est également concerné puisque la création de son registre généalogique, en 1958, résulte de la fusion de l'ensemble des races françaises dites « demi-sang ».

## Races concernées
Le demi-sang est présent dans de nombreux pays d'Europe tels que l'Allemagne, la France, les Pays-Bas et l'Irlande.
En France, l'Angevin (un demi-sang de la région d'Angers), l'Anglo-normand, le Charentais (demi-sang de la région des Charentes), le Charolais (dans la région de Charolles), le cheval de la Dombes, le demi-sang du Centre, et le Vendéen sont des races de demi-sang à part entière.

## Utilisations
L'utilisation du demi-sang dépend du croisement réalisé. Lorsqu'il s'agit d'un croisement entre un cheval à sang chaud et un cheval plus lourd comme le Shire ou le Cleveland Bay, il est particulièrement adapté au travail agricole.
Les modèles plus légers sont employés dans la cavalerie des pays d'Europe du Nord, ce qui est particulièrement le cas pour le Hanovrien, le KWPN et le Holsteiner. D'autres demi-sangs sont employés pour l'attelage léger, comme celui du fiacre, ou bien pour tirer des omnibus. Une partie des chevaux demi-sang sont également sélectionnés pour le sport hippique, en particulier pour les courses d'obstacles. Des courses officielles leur sont réservées.